# Château de Huez
Le château de Huez est situé sur la commune de Bona (France).

## Localisation
Le château est situé sur la commune de Bona, située dans le département de la Nièvre en région Bourgogne-Franche-Comté. 

## Description
Le château de Huez est une ancienne maison forte, dont la première construction à proximité de l'église de Huez remonte sans doute aux alentours de 1316. Le corps de logis est à deux niveaux entre deux pavillons rectangulaires. En 1828 le comte de Saint-Phalle rachète la propriété et entreprend en 1830 la reconstruction de la maison qui est toujours propriété de la famille. De l'ancienne maison démolie vers 1830, il ne reste que très peu de vestiges : une meurtrière, des pierres portant des marques de tâcherons,.

## Historique
Il appartient à la famille de Saint-Phalle, originaire de Champagne fixée à Cudot, depuis le XIIIe siècle et dans le Nivernais depuis le XVIIe siècle, au château de Montgoublin.
En 1678, Samuel de Charry donne Huez en dot à sa fille qui épouse Hubert de Chabannes de Vergers. En 1784, à la mort de Marie Salonnier, veuve de Paul de Chabannes. C'est à l'occasion de son mariage avec Pauline-Louise-Henriette de Chabannes (née à Huez en 1808) qu'il rachète la maison forte d'Huez et la fait reconstruire à l'occasion de sa retraite de l'armée, après la révolution de Juillet. Vers 1820, Louis-Jacques-Henri de Chabannes de Vergers le vend à M. de Vanoix. En 1828, Édouard Charles de Saint-Phalle, rachète la propriété, il décède en 1874, et comme ses fils sont morts avant lui, c'est son petit-fils Pierre de Saint-Phalle qui reprend la propriété d'Huez, ce dernier sera d'ailleurs maire de Bona. Après son décès en 1937, puis celui de sa femme en 1942, passe en indivision qui dure une quinzaine d'années, un partage entre ses huit enfants aboutit à ce que Bernard de Saint-Phalle devienne le nouveau propriétaire d'Huez. En 1957, ce sont ses filles : Mme de Féligonde et Mme Wallaert qui deviennent copropriétaires, jusqu'à ce que Mme Wallaert donne sa part d'indivision à son fils aîné, le colonel Claude Wallaert.